# Kõrvemetsa
Kõrvemetsa est un village de 55 habitants de la Commune d'Avinurme du Comté de Viru-Est en Estonie. 